# 5000 Poems
5000 Poems ist ein Jazzalbum von Steve Swells Formation Slammin’ the Infinite. Die am 24. Januar 2007 in New York City entstandenen Aufnahmen erschienen 2009 auf Not Two Records.

## Hintergrund
Mit 5000 Poems legte der Posaunist Steve Swell nach dem Debütalbum 2004, Remember Now (2006) und Live @ the Vision Festival (2007) das vierte Album seiner Formation Slammin’ the Infinite vor; in seinem Quintett spielten der Holzbläser Sabir Mateen, der Pianist John Blum, der Bassist Matthew Heyner und der Schlagzeuger Klaus Kugel.
Der Albumtitel spielt auf einen Aufsatz von Walt Whitman an, der besagt, dass große Kunst durch Beharrlichkeit entsteht. Swell erklärte dies folgendermaßen:
„Nur durch ständiges Schaffen kann man hoffen, dass etwas von diesem Schaffen etwas Wertvolles hervorbringen wird“, denn „Landwirte säen schließlich viele Samen, nicht nur einige, in der Hoffnung, dass einige dieser Samen eine nahrhafte Ernte hervorbringen werden. Die Musik hier ist auf jeden Fall ein nahrhafter Stoff, von dem man sich ernähren kann.“

## Titelliste
- Steve Swell’s Slammin’ the Infinite: 5000 Poems (Not Two Records MW 827-2)[3]

1. Not Their Kind 8:32
2. Sketch 1 8:05
3. Where Are the Heartfelt? 12:28
4. My Myth of Perfection 14:20
5. The Only Way.Out 15:33
6. Sketch 2 4:01
7. The Darkness Afoot 13:46

Die Kompositionen stammen von Steve Swell.

## Rezeption

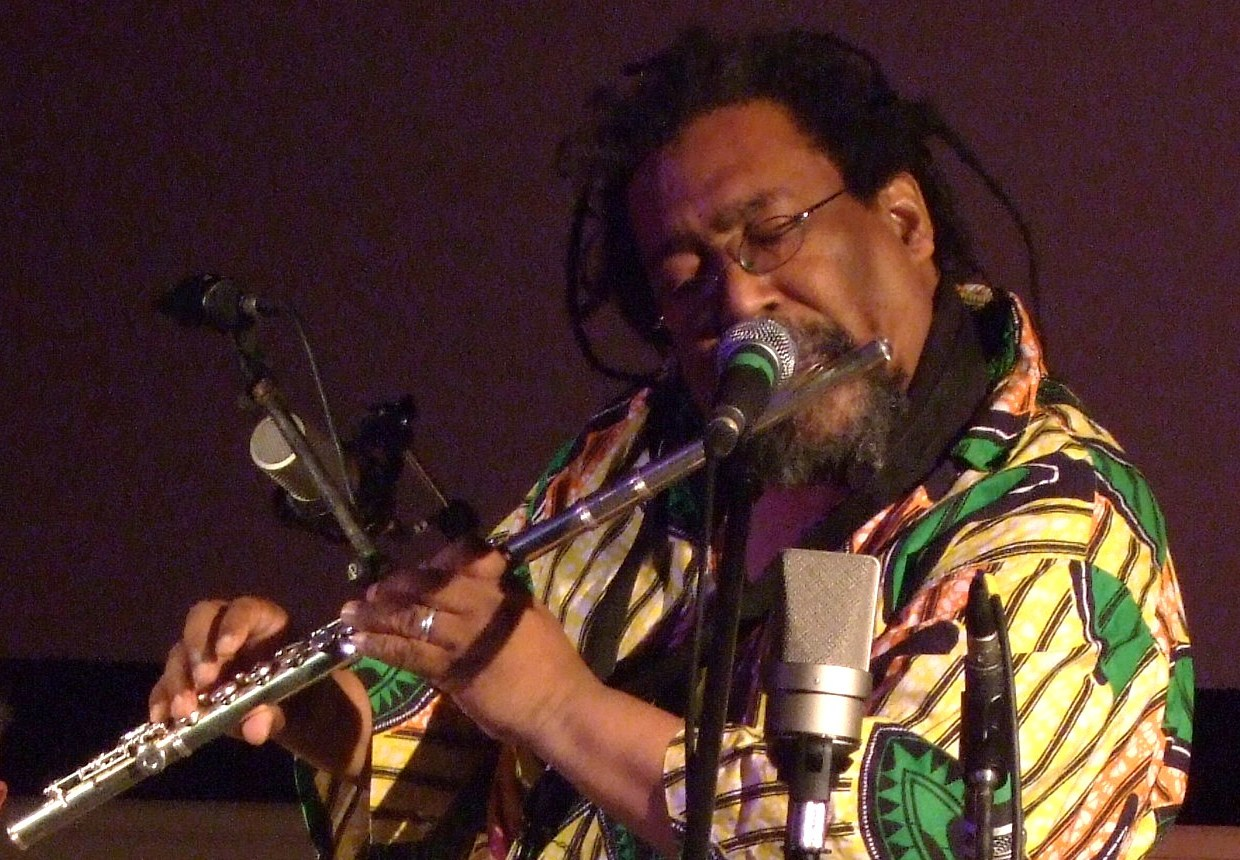
Sabir Mateen (2008)

Der Ruf der Posaune leite diese Gruppe von Improvisatoren auf ihrer „Suche nach dem Unendlichen“ in den Momenten der Inspiration, die diese Musik beleben und sie hörenswert machen, schrieb Paul Serralheiro (Squid’s Ear). Gleich beim ersten Wirbel von „Not Their Kind“ würden die Hörer in die Hitze des Geschehens hineingezogen. Dies sei eine Formation, die straff spiele, egal ob sie sich im Improvisationsmodus befinde oder die Themen artikuliert, die als Ausgangspunkte für ihre inspirierenden Ausflüge dienen. Dazu gehören das vom Bass gedrosselte Thema von „Where are the Heartfelt“, die friedlichen und abwechselnd verstörenden Selbstbeobachtungen von „My Myth of Perfection“ und die mysteriösen Moll-Beugungen, die die improvisierten Abschnitte von „Sketch #“ stoppen und wieder beginnen lassen. Ein ausgewogenes Nebeneinander von Vorkomponiertem und spontan Erfundenem würde dies zu einem sehr befriedigenden Hörerlebnismachen, bei dem thematische Zwischenspiele und Variationen organisch miteinander verschmelzen.
Nach Ansicht von John Sharpe, der das Album in All About Jazz rezensierte, hätte es eine Zeit gegeben, in der die Hinzufügung eines Akkordinstruments wie eines Klaviers zu einem von Bläsern geleiteten Free-Jazz-Quartett als Anspielung auf den Mainstream angesehen wurde. Aber das sei hier nicht der Fall und vor allem nicht, wenn der fragliche Pianist John Blum ist und die Gruppe Slammin' the Infinite des Posaunisten Steve Swell. Underground-Legende Blum bleibe nach seinem Gastauftritt beim Vision Festival (das Album erschien 2008) weiter an Bord und das zahle sich aus. „The Only Way...Out“ könnte fast wie ihr Manifest fungieren: Ensembles der freien Form, die über energetische Ergüsse Spannung und Entspannung erzeugen, bis sie zu einer kathartischen Lösung gelangen. Weitere quecksilberne Wechselwirkungen würde es überall geben: umrahmt vom lebhaften Kontrapunkt der beiden „Sketches“, während „My Myth of Perfection“ dunkle, traurige Stimmen mit langsam brennender Leidenschaft kontrastiere. Tatsächlich sei Swells Erfolgsquote konstant hoch, und mit 5000 Poems würde der Posaunist einen weiteren Homerun schlagen.